# ملعب عمو بابا
ملعب عمو بابا هو ملعب لكرة القدم يقع في شمال بغداد في العراق. ويتسع الملعب لـ 30 ألف متفرج. وضع حجر الأساس له في عام 2013. ويتم بنائه بواسطة شركة تري ارينا الاسبانية، وكان من المقررة انجاز المشروع في 20 شهر، ولكن بسبب التلكئ ووجود بعض العشوائيات بجوار الملعب تأخر الإنجاز حتى الآن. وسمي الملعب بأسم المدرب واللاعب السابق عمو بابا تيمنا به وتكريماً لأنجازاته في تاريخ الكرة العراقية.

## الإنشاء
وضع حجر الأساس للمشروع في 21 آذار 2013، وقامت شركة تري أرينا الأسبانية بأستلام أرض البناء الواقعة في منطقة بوب الشام مجاور قوس بوابة بغداد في 30 كانون الاول 2013، وتقدر مساحته الأرض بمئة دونم. وكان من المقرر الإنجاز في 20 شهر، ولكن بسبب التلكئ ووجود بعض العشوائيات بجوار الملعب تأخر الإنجاز حتى الآن. ويضم المشروع ملعب سعة 30 الف متفرج لكرة القدم مع ملعبين تدريبيين سعة 500 و2000 متفرج ومضمار لالعاب القوى وفندق 4 نجوم يحتوي على 50 غرفة وموقف للسيارات.